# Großsteingrab Eexterhalte
Das Großsteingrab Eexterhalte ist eine megalithische Grabanlage der jungsteinzeitlichen Westgruppe der Trichterbecherkultur bei Eext, einem Ortsteil von Aa en Hunze in der niederländischen Provinz Drenthe. Das Grab trägt die Van-Giffen-Nummer D14.

## Lage
Das Grab befindet sich südlich von Eext auf einer Wiese östlich der Stationsstraat. Es ist durch einen Parkplatz und eine Informationstafel touristisch erschlossen. In der näheren Umgebung gibt es mehrere weitere Großsteingräber: 1,1 km nordnordwestlich befindet sich das Treppengrab von Eext (D13) und 1,5 km nordnordwestlich das Großsteingrab Eext-Es (D12).

## Forschungsgeschichte

### 18. und 19. Jahrhundert
Das Grab wurde erstmals 1756 von Johannes van Lier erwähnt. Cornelis van Noorde und Petrus Camper fertigten 1756 bzw. 1769 Zeichnungen des Grabes an. Leonhardt Johannes Friedrich Janssen, Kurator der Sammlung niederländischer Altertümer im Rijksmuseum van Oudheden in Leiden, besuchte 1847 einen Großteil der noch erhaltenen Großsteingräber der Niederlande, darunter auch das Grab von Eexterhalte, und publizierte im folgenden Jahr das erste Überblickswerk mit Baubeschreibungen und schematischen Plänen der Gräber. 1871 wurde die Anlage unsachgemäß restauriert. Janssens Nachfolger Willem Pleyte unternahm 1874 zusammen mit dem Fotografen Jan Goedeljee eine Reise durch Drenthe und ließ dort erstmals alle Großsteingräber systematisch fotografieren. Auf Grundlage dieser Fotos fertigte er Lithografien an. Conrad Leemans, Direktor des Rijksmuseums, unternahm 1877 unabhängig von Pleyte eine Reise nach Drenthe. Jan Ernst Henric Hooft van Iddekinge, der zuvor schon mit Pleyte dort gewesen war, fertigte für Leemans Pläne der Großsteingräber an. Leemans’ Bericht blieb allerdings unpubliziert. 1878 erfolgte eine Untersuchung durch William Collings Lukis und Henry Dryden, die auf Anregung von Augustus Wollaston Franks die Provinz Drenthe bereisten und dabei sehr genaue Grundriss- und Schnittzeichnungen von 40 Großsteingräbern anfertigten. Die dabei gemachten Funde befinden sich heute im British Museum.

### 20. und 21. Jahrhundert
Zwischen 1904 und 1906 dokumentierte der Mediziner und Amateurarchäologe Willem Johannes de Wilde alle noch erhaltenen Großsteingräber der Niederlande durch genaue Pläne, Fotografien und ausführliche Baubeschreibungen. Der Großteil seiner Aufzeichnungen ist verloren gegangen, die Dokumentation des Grabes bei Eexterhalte ist hingegen noch erhalten. 1918 dokumentierte Albert Egges van Giffen die Anlage für seinen Atlas der niederländischen Großsteingräber. 1927 führte van Giffen eine archäologische Grabung durch. 1960, 1965 und 1996 erfolgten weitere Restaurierungen. Seit 1978 ist die Anlage ein Nationaldenkmal (Rijksmonument). 2017 wurde die Anlage zusammen mit den anderen noch erhaltenen Großsteingräbern der Niederlande in einem Projekt der Provinz Drente und der Reichsuniversität Groningen von der Stiftung Gratama mittels Photogrammetrie in einem 3D-Atlas erfasst. 2021 wurde das Grab mittels Bodenradar vermessen, um auch die unterirdischen Strukturen seiner Steine möglichst genau zu erfassen, damit zukünftige Restaurierungen sicherer und schonender erfolgen können.

## Beschreibung
Bei der Anlage handelt es sich um ein annähernd ost-westlich orientiertes Ganggrab. Von der Umfassung sind noch acht Steine erhalten. Die Hügelschüttung wurde 1871 weitestgehend abgetragen. Eine steinerne Umfassung konnte nicht festgestellt werden. Die Grabkammer hat einen leicht ovalen Grundriss. Sie hat eine Länge von 18 m und eine Breite von 4,5 m. Sie besteht aus neun Wandsteinpaaren an den Langseiten und je einen Abschlussstein an den Schmalseiten. Von den ursprünglich neun Decksteinen ruhen noch sechs auf den Wandsteinen. Hinzu kommen zwei Bruchstücke, die Sprenglöcher aufweisen und im Inneren der Kammer liegen. Zwischen dem von Westen aus gesehen vierten und fünften Wandstein der südlichen Langseite befand sich der Zugang zur Grabkammer. Diesem ist ein Gang vorgelagert, der ursprünglich aus zwei Paar Wandsteinen bestand. Ein Gangstein fehlt, sein Standloch ist mit Beton ausgegossen.

## Funde

### Bestattungen
Aus dem Grab stammen Reste von Leichenbrand. Die geborgene Menge betrug 472 g. Die Knochen gehörten zu einem Individuum, dessen Sterbealter und Geschlecht sich nicht mehr bestimmen ließen.

### Beigaben
Laut Johannes van Lier wurde 1750 an der Außenseite eines Umfassungssteins ein Gefäß mit einer römischen Münze gefunden. Van Giffen konnte bei seiner Untersuchung zahlreiche Keramikgefäße der Trichterbecherkultur bergen. Eine Publikation seiner Funde wird aktuell von Anna Brindley vorbereitet. Weiterhin wurden Scherben eines endneolithischen Glockenbechers geborgen.
Im Grab wurden auch geringe Reste von verbrannten Tierknochen gefunden. Die geborgene Menge betrug 4,5 g. Ob es sich um Reste von Werkzeugen oder von Speiseopfern handelte, ließ sich nicht mehr feststellen.